# ليلي كاستل
ليلي كاستل هي مغنية بلجيكية، ولدت في 10 أبريل 1937 في غنت في بلجيكا.

## وصلات خارجية
- ليلي كاستل على موقع IMDb (الإنجليزية)
- ليلي كاستل على موقع ميوزك برينز (الإنجليزية)
- ليلي كاستل على موقع ديسكوغز (الإنجليزية)